# Giê-su
Giêsu (chữ Nôm: 支秋, còn được viết là Giê-su, Giê-xu, Yêsu, Jesus, Gia-tô; khoảng 4 TCN – 3 tháng 4, 33 SCN), còn được gọi là Giêsu Kitô, Jesus Christ, hay Gia-tô Cơ-đốc là một nhân vật lịch sử người Do Thái, nhà giảng thuyết, người sáng lập ra Kitô giáo vào thế kỉ thứ 1. Tên gọi Giêsu trong tiếng Hebrew đọc là Yehoshua (יהושע – có nghĩa "Đức Chúa là Đấng Cứu Độ"), thường được gọi vắn tắt là Yeshua (ישוע). Đối với người đương thời, Giêsu còn được gọi là Giêsu thành Nazareth, hoặc Giêsu con ông Giuse. Từ Kitô (tiếng Latinh: Christus, tiếng Hy Lạp: Χριστός Khristós, hay Cơ-đốc theo phiên âm Hán Việt) là một danh hiệu của Giêsu, có nghĩa là "người được xức dầu", nhằm chỉ ông là đấng Messiah, đã được tiên báo trong Cựu Ước. Những gì chúng ta biết được về Giêsu là do được ghi chép trong Thánh Kinh Tân Ước, đặc biệt là trong bốn sách Phúc Âm.
Những nguồn thông tin chính về cuộc đời và những lời dạy của Giêsu là bốn sách Phúc Âm quy điển, đặc biệt là trong Phúc Âm Nhất Lãm, mặc dù nhiều học giả cho rằng những văn bản như Phúc Âm Tôma và Phúc Âm Hebrew cũng xác đáng.
Trong Hồi giáo, Giêsu (tiếng Ả Rập: عيسى, chuyển tự là Isa) được xem là một nhà tiên tri quan trọng của Thiên Chúa, người mang lại Injil (Phúc Âm), và là người làm những phép lạ. Hồi giáo cũng xưng nhận Giêsu là Đấng Masih (Messiah), nhưng họ không dạy rằng Giêsu mang đặc tính thần linh. Quan điểm của Hồi giáo cho rằng Giêsu đã lên thiên đường cả linh hồn và thể xác nhưng không trải qua việc đóng đinh vào thập tự giá và phục sinh, khác với niềm tin truyền thống của Kitô giáo về cái chết và sự phục sinh của Giêsu.

## Tên và danh hiệu
Người Do Thái đương thời thường thêm tên người cha hoặc tên quê quán vào tên gọi cá nhân. Như vậy, trong Tân Ước, Giêsu cũng được gọi là "Giêsu thành Nazareth" (Mátthêu 26:71), "con ông Giuse" (Lc 4:22) hoặc đầy đủ nhất là "Giêsu con ông Giuse thành Nazareth" (Ga 1:45). Tuy nhiên, trong Máccô 6:3 thì lại gọi là "con bà Maria, và anh em của các ông Giacôbê, Giôxết, Giuđa và Simon". Tên Giêsu ngày nay trong các ngôn ngữ hiện đại có nguồn gốc từ Iesus trong tiếng Latinh, đây là một hình thức chuyển tự của chữ Ἰησοῦς (Iesous) từ tiếng Hy Lạp. Hình thức thể hiện của tiếng Hy Lạp lại bắt nguồn từ chữ ישוע (Yeshua) trong tiếng Aram, nhưng tựu trung có nguồn gốc từ chữ יהושע (Yehoshua) của tiếng Do Thái. Tên Yeshua dường như đã được sử dụng trong xứ Judea tại thời điểm Giêsu ra đời. Theo giải thích của Tân Ước, tên gọi này nghĩa là "Giavê là sự cứu rỗi".

Tiếng Hebrew, Hy Lạp và phiên âm Latin tên của Chúa Giêsu

Các tín đồ sơ khai đã thường gọi là "Chúa Giêsu Kitô". Từ Ki-tô (hay Ki-ri-xi-tô, chữ Nôm: 基移吹蘇), cũng phiên âm là Cơ-đốc (hay Cơ-lợi-tư-đốc, chữ Hán: 基利斯督), không phải là tên nhưng là một danh hiệu. Trong tiếng Hy Lạp, Χριστός (Khristos) có nghĩa là "người được xức dầu", được dịch từ tiếng Hebrew Messiah, để gọi vị lãnh đạo được Thiên Chúa sai đến giải cứu dân Chúa, trong ngôn ngữ hiện đại được hiểu là "Đấng cứu thế". Chữ Kitô hữu được chỉ những người tin và theo Chúa Kitô.
Theo ký thuật của các sách Phúc Âm, Giêsu xưng mình là Con người (the Son of man - tức "Con của loài người", "Con chồn có hang, chim trời có tổ, nhưng Con người không có chỗ tựa đầu" - Mt 8:20). Danh xưng này thường được cho là để khẳng định Giêsu là một con người trọn vẹn cũng như Giêsu được gọi là Con Thiên Chúa (the Son of God, "Quả thật, người này là Con Thiên Chúa" - Mt 27:54) để khẳng định Giêsu đồng thời cũng là Thiên Chúa cách trọn vẹn..
Ngoài ra, Giêsu còn có một số danh xưng khác như "Đấng Tiên tri", "Chúa". Trong Phúc Âm Gioan 14:6 chép: "Đức Chúa Giêsu phán rằng: Thầy là đường, là sự thật và là sự sống, không ai đến được với Chúa Cha mà không qua Thầy" (Ga 14:6). Theo đức tin Kitô giáo, Giê-su là con Đức Chúa Trời, và được sinh ra trên Trái Đất và chịu đóng đinh, để cứu chuộc nhân loại khỏi tội lỗi, nên Giê-su còn được xưng tụng là Đấng Cứu Thế, Đấng Cứu Rỗi, Cứu Chúa - "Nhưng Thiên Chúa tỏ lòng yêu thương của Ngài đối với chúng ta, khi chúng ta còn là người có tội, thì Chúa Cơ Đốc vì chúng ta chịu chết". (Roma 5:8).

## Cuộc đời và giáo huấn theo Tân Ước

### Phúc Âm quy điển
Bốn cuốn Phúc Âm quy điển (Mátthêu, Máccô, Luca, và Gioan) là những nguồn văn liệu cực kỳ quan trọng về cuộc đời và thông điệp của Giêsu. Các phần khác trong Tân Ước cũng có đề cập qua một số giai đoạn trong cuộc đời của ông, chẳng hạn như sự kiện Bữa ăn tối cuối cùng được kể trong 1 Côrintô 11:23–26. Sách Công vụ Tông đồ đề cập đến thừa tác vụ ban sớm của Giêsu và dự tưởng của Gioan Tẩy Giả. Công vụ 1:1–11 kể chi tiết hơn các cuốn quy điển về sự kiện Giêsu thăng thiên. Giáo huấn của Giêsu được trích dẫn rất nhiều lần trong các lá thư Phaolô xác đáng, có niên đại trước cả các quy điển Phúc Âm.
Một số nhóm Kitô hữu thuở sớm có những tác phẩm tường thuật khác về cuộc đời của Giêsu và giáo huấn khác Tân Ước. Chúng bao gồm Phúc Âm Tôma, Phúc Âm Phêrô, Phúc Âm Giuđa, Ngụy thư Giacôbê, và nhiều ngụy thư khác. Hầu hết học giả cho rằng những tác phẩm này được viết khá muộn và không đáng tin như bộ bốn cuốn Phúc Âm quy điển.

#### Danh tính tác giả, niên đại, và độ tin cậy
Các tác giả viết bốn cuốn Phúc Âm quy điển đều khuyết danh. Theo truyền thống, những người này được xác định là bốn nhà thánh sử có liên hệ với Giêsu: cộng sự của Phêrô là Gioan Máccô viết cuốn Máccô; một trong những môn đệ của Giêsu viết cuốn Mátthêu; Thánh sử Luca, bằng hữu của Phaolô được nhắc đến trong một số tín thư, viết cuốn Luca; và một môn đệ khác của Giêsu, biệt danh là "môn đệ quý mến", viết cuốn Gioan.
Theo giả thuyết ưu tiên Máccô, sách Phúc Âm quy điển đầu tiên được viết là Phúc Âm Máccô (60–75 CN), kế tiếp là Phúc Âm Mátthêu (65–85 CN), Phúc Âm Luca (65–95 CN), rồi Phúc Âm Gioan (75–100 CN). Hầu hết học giả đồng thuận rằng Mátthêu và Luca sử dụng cuốn Máccô làm tham chiếu để viết các tác phẩm của họ. Hơn nữa, vì tường thuật của Mátthêu và Luca chia sẻ một số chi tiết chung không có trong Máccô, nhiều nhà nghiên cứu suy đoán rằng hai tác giả kể trên đã tham khảo từ một nguồn nào đó khác nguồn Máccô – được giả sử là "nguồn Q".

### Phả hệ và giáng sinh

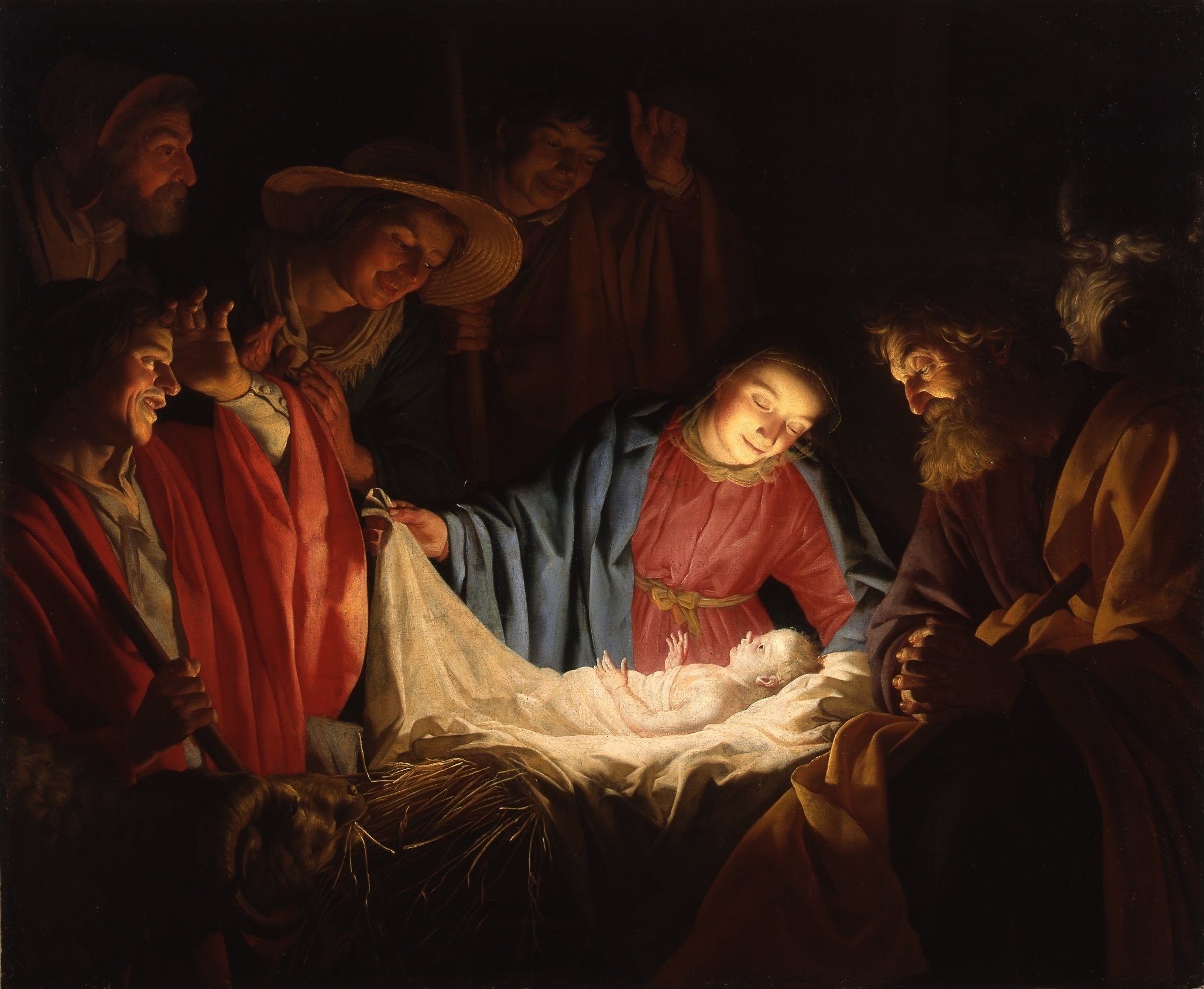
Họa phẩm Sự chiêm bái của các mục đồng bởi Gerard van Honthorst, 1622

Giêsu là người Do Thái, được hạ sinh bởi Maria, vợ của Giusê. Phúc Âm Mátthêu và Luca đưa ra hai ký thuật về phả hệ của Giêsu. Cuốn Mátthêu truy tổ tiên của Giêsu về Abraham thông qua David. Cuốn Luca truy tổ tiên của Giêsu về Thiên Chúa thông qua Adam. Danh sách họ hàng các đời giữa Abraham và David của Giêsu trong hai tác phẩm rất tương đồng, song từ đó trở đi thì khác biệt rất nhiều. Mátthêu liệt kê 27 thế hệ từ David đến Giusê, còn Luca khẳng định tồn tại tới tận 42 thế hệ, hơn nữa cũng có rất ít tên trùng lặp nhau. Nhiều giả thuyết đã được đề ra để giải thích cho những bất nhất này.
Phúc Âm Mátthêu và Luca đều đề cập đến sự kiện Giêsu chào đời, đều khẳng định một thiếu nữ đồng trinh tên là Maria đã hạ sinh Giêsu ở Bethlehem nhằm hoàn bị một lời sấm. Ký thuật của Luca nhấn mạnh các sự kiện xảy ra trước khi Giêsu chào đời và xoay quanh Maria, trong khi Mátthêu tập trung chủ yếu vào những sự kiện sau đó và xoay quanh Giusê. Cả hai tác phẩm đều khẳng định Giusê và Maria là cha mẹ của Giêsu, và cùng ủng hộ học thuyết về sự ra đời đồng trinh của Giêsu, theo đó thì Maria được thụ thai một cách thần kỳ bởi Thánh Linh khi bà còn là một thiếu nữ đồng trinh. Đồng thời, ta cũng có bằng chứng, ít nhất là trong sách Công vụ Tông đồ Luca, rằng Giêsu được cho là có hai dòng cha, giống như nhiều hình tượng huyền sử thời ấy.

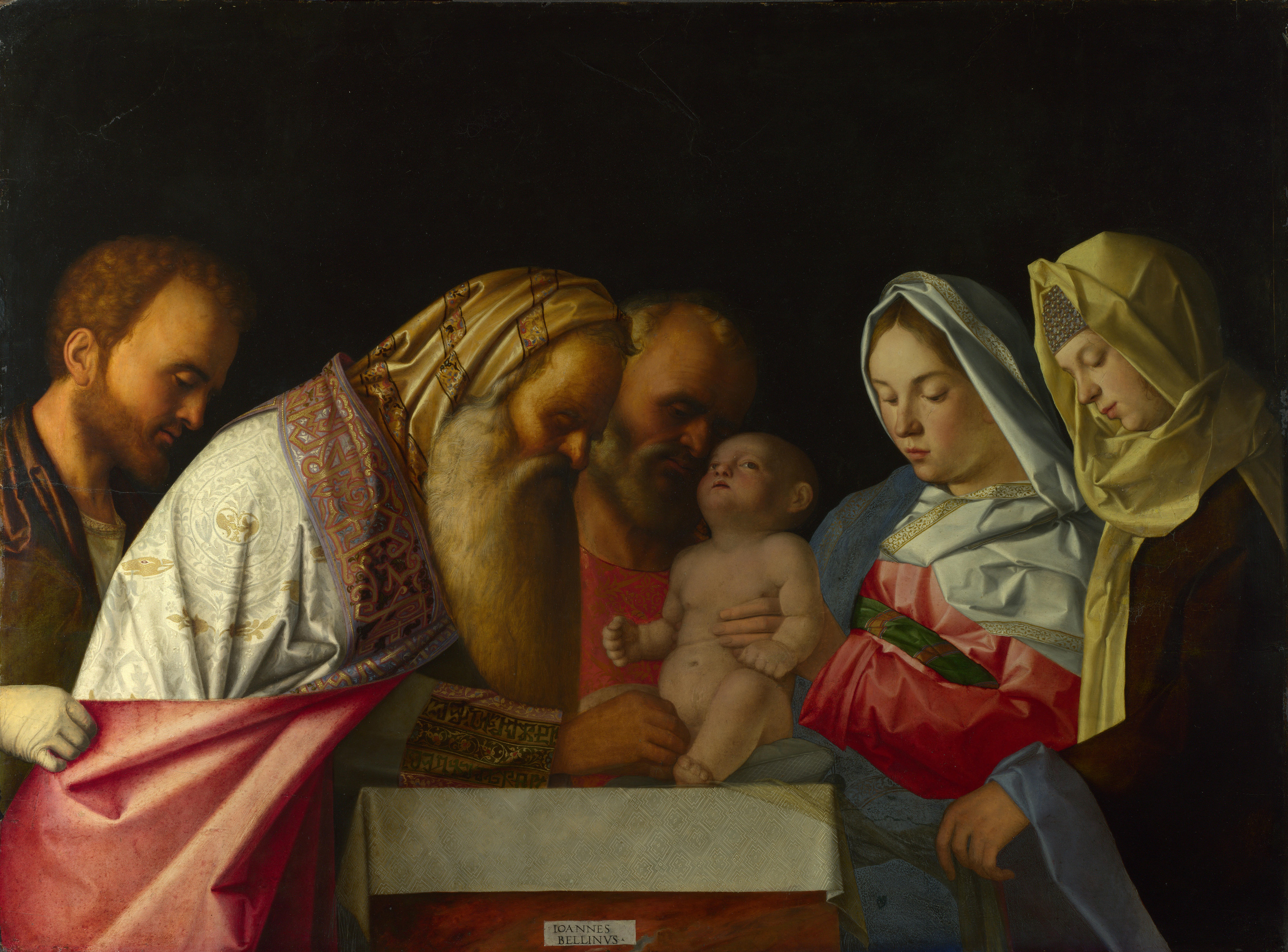
Họa phẩm Lễ cắt bao quy đầu bởi Giovanni Bellini, khoảng năm 1500, miêu tả sự kiện Giêsu được cắt bao quy đầu.

Trong Phúc Âm Mátthêu, Giusê đã rất bối rối khi biết Maria mang thai, song một thiên sứ đã báo mộng an ủi ông rằng không có gì phải sợ, bởi lẽ đứa bé được thụ thai bởi quyền năng của Thánh Linh. Trong Phúc Âm Mátthêu 2:1–12, các nhà đạo sĩ từ phương Đông đã tới để dâng bái Giêsu vì tin rằng cậu là Vua của người Do Thái. Trong Phúc Âm Mátthêu, khi Hêrôđê Đại vương hay tin Giêsu ra đời, ông ta liền hạ lệnh cho giết tất cả các bé trai dưới 2 tuổi ở Bethlehem. Song một thiên sứ đã kịp thời cảnh báo Giusê trong giấc mơ thứ hai, giúp cho gia đình ông có thể chạy nạn sang Ai Cập – về sau lại an cư ở Nazareth.
Trong Phúc Âm Luca 1:31–38, Maria nhận tin báo từ thiên thần Gabriel rằng, bà sẽ mang thai một đứa con tên là Giêsu nhờ quyền năng của Thánh Linh. Lúc sắp sửa sinh, Maria và Giusê đang lữ hành từ Nazareth tới ngôi nhà tổ tiên của Giusê ở Bethlehem để khai hộ khẩu theo chỉ dụ của Hoàng đế La Mã Caesar Augustus. Tại đây, Maria hạ sinh Giêsu. Vì không tìm thấy hàng quán nào để nghỉ ngơi, bà đành đặt đứa con sơ sinh lên một máng cỏ. Thiên sứ liền thông cáo sự ra đời của Giêsu cho một đám mục đồng, khiến họ đến thăm Bethlehem và chứng kiến Giêsu, rồi lan truyền tin mừng này khắp nơi. Phúc Âm Luca 2:21 kể về việc Giusê và Maria cho đứa con mới sinh của họ được cắt bao quy đầu vào ngày thứ 8, rồi đặt tên là Giêsu, đúng theo chỉ bảo của Gabriel. Sau khi dâng Giêsu tại Đền Thánh, Giusê và Maria quay về Nazareth.

### Đầu đời, gia quyến, và nghề nghiệp

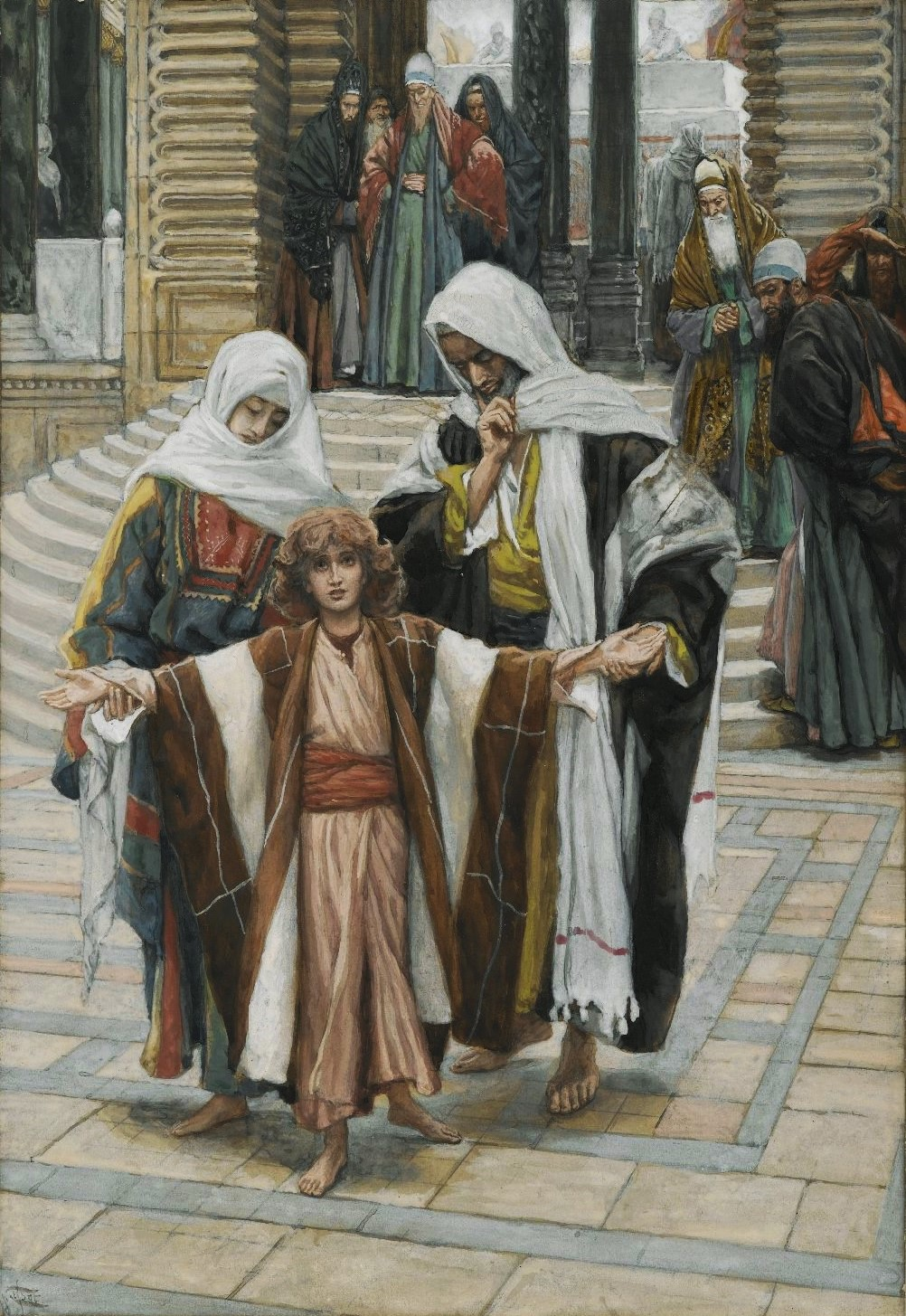
Họa phẩm Tìm thấy Giêsu trong Đền Thánh của James Tissot.

Sau khi sinh ra, gia đình Giêsu đã trốn sang Ai Cập và chỉ trở về sau khi vua Hêrôđê băng hà tại Giêricô.
Giêsu trải qua thời niên thiếu tại làng Nazareth thuộc xứ Galilea. Chỉ có một sự kiện xảy ra trong thời gian này được ghi lại là khi cậu bé Giêsu theo gia đình lên Jerusalem trong một chuyến hành hương. Bị thất lạc khỏi cha mẹ, cuối cùng cậu bé Giêsu 12 tuổi được tìm thấy trong Đền thờ Jerusalem, đang tranh luận với các học giả Do Thái giáo.
Theo tác giả Nicholas Notovitch, trong tác phẩm ”Cuộc đời chưa được biết đến của Chúa”, Giêsu, mang tên Isha, đã sang Ấn Độ học Phật giáo trong suốt thời thanh niên của ông. Tuy nhiên, theo quan điểm của học giả Wilhelm Schneemelcher vào năm 1990 và học giả Robert McNair Price vào năm 2003, họ cho rằng tuyên bố của ông Notovitch là không chính xác.

### Rửa tội và cám dỗ
Ngay sau khi chịu lễ Thanh Tẩy (lễ Rửa Tội) bởi Gioan Baotixita, Giêsu bắt đầu đi rao giảng, khi ấy khoảng ba mươi tuổi. Theo Phúc Âm Luca, Giêsu và Gioan Baotixita là anh em họ vì Maria và Elizabeth, mẹ của Gioan, là hai chị em họ.

### Thừa tác vụ công cộng
Theo Kinh Thánh, Giêsu đã cùng các môn đồ đi khắp xứ Galilea để giảng dạy và chữa bệnh. Cung cách giảng dạy mang thẩm quyền, uy lực cùng với kỹ năng diễn thuyết điêu luyện, Giêsu sử dụng các dụ ngôn để giảng dạy quan điểm về tình yêu thương nên đã thu hút rất nhiều người. Họ tụ họp thành đám đông và tìm đến bất cứ nơi nào Giêsu có mặt. Đôi khi đám đông trở nên mất trật tự và ông buộc phải ngồi trên thuyền mà giảng dạy. Giêsu cũng tìm đến và thuyết giáo tại các hội đường Do Thái giáo (synagogue).

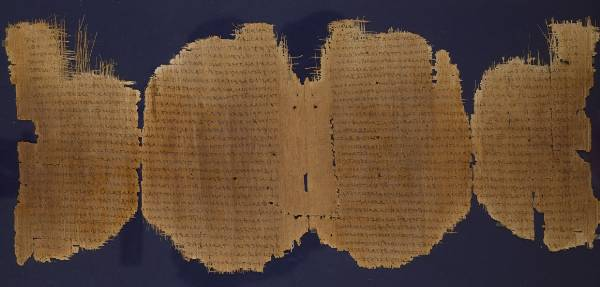
Phúc Âm Luca viết trên một giấy cói bằng chữ Hy Lạp ở thế kỷ thứ III

Giêsu áp dụng các phương pháp khác nhau khi giảng dạy, phép nghịch lý, phép ẩn dụ và các truyện dụ ngôn. Ông thường tập trung vào Nước Trời (hay Thiên Quốc). Nổi tiếng nhất là Bài giảng trên núi, trong đó đề cập đến Tám Mối Phúc thật (Beatitudes). Trong số những dụ ngôn của Giêsu, được biết đến nhiều nhất là hai câu chuyện: Người Samaria nhân lành và Người con trai hoang đàng. Giêsu có nhiều môn đồ, thân cận nhất là mười hai sứ đồ (hoặc tông đồ), Phêrô được Công giáo Rôma cho là sứ đồ trưởng. Theo Tân Ước, Giêsu làm nhiều phép lạ như chữa bệnh, đuổi tà ma và khiến một người đàn ông tên là Lazarô sống lại khi đã chết.
Giới lãnh đạo Do Thái giáo bao gồm các nhóm quyền lực đối nghịch nhau như nhóm Sadducee và nhóm Pharisêu (Pharisee) thường bất đồng với Giêsu. Ông vẫn thường vạch trần tính chuộng hình thức cũng như tinh thần đạo đức giả của người Pharisêu. Nhiều người xem Giêsu như một nhà cải cách xã hội, những người khác tỏ ra nhiệt tình vì tin rằng ông là vị vua đến để giải phóng dân Do Thái khỏi ách thống trị của Đế quốc La Mã, trong khi giới cầm quyền xem Giêsu như một thế lực mới đang đe dọa những định chế tôn giáo và chính trị đương thời. Nhiều người tin nhận Giêsu là "Đấng Cứu Tinh" (Messie, Messiah) đến để cứu chuộc nhân loại.

### Bị bắt và xét xử
Giêsu cùng các môn đồ lên thành Jerusalem vào dịp Lễ Vượt Qua (Passover); ông vào Đền thờ Jerusalem, đánh đuổi những người buôn bán và những kẻ đổi tiền, lật đổ bàn của họ và quở trách họ rằng: "Nhà ta được gọi là nhà cầu nguyện nhưng các ngươi biến thành hang ổ của bọn trộm cướp". Sau đó, Giêsu bị bắt giữ theo lệnh của Toà Công luận (Sanhedrin) bởi viên Thượng tế Joseph Caiaphas. Trong bóng đêm của khu vườn Getsemani ở ngoại ô Jerusalem, lính La Mã nhận diện Giêsu nhờ cái hôn của Judas Iscariot, một môn đồ đã phản ông để nhận được tiền.
Tòa công luận cáo buộc Giêsu tội phạm thượng và giao ông cho các quan chức Đế quốc La Mã để xin y án tử hình, không phải vì tội phạm thượng nhưng vì cáo buộc xúi giục nổi loạn. Dưới áp lực của giới lãnh đạo tôn giáo Do Thái, Tổng đốc Pontius Pilatus (Philatô) miễn cưỡng ra lệnh đóng đinh Giêsu. Tuy nhiên, theo các sách Phúc Âm, một tấm bảng có hàng chữ viết tắt INRI (của câu: "Giêsu người Nazareth, vua dân Do Thái") được treo trên thập tự giá theo lệnh của Pilate.
Sau khi Giêsu chết, Giuse người Arimathea đến gặp Pilate và xin được phép chôn với sự chứng kiến của Maria, Maria Magdalena và những phụ nữ khác.

### Phục sinh và Lên Trời

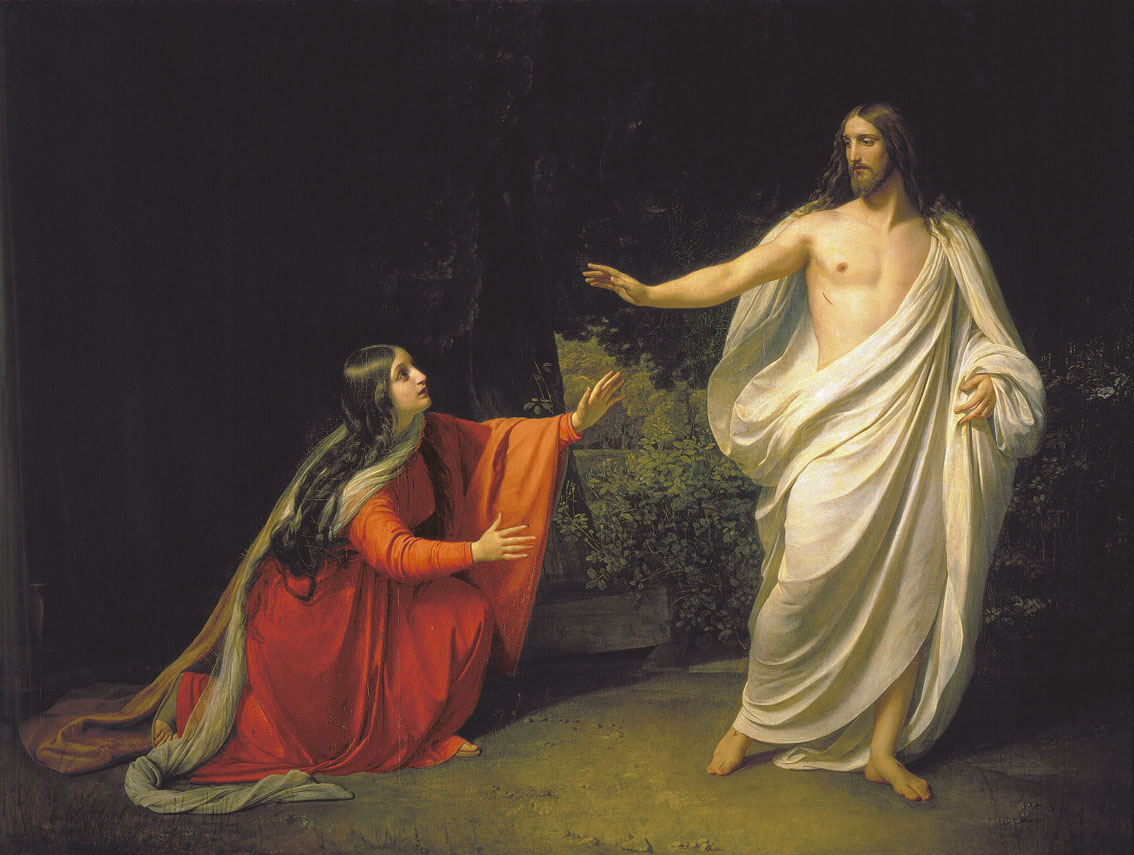
Chúa Giêsu hiện lên với Maria Madalena, tranh 1835 do Alexander Andreyevich Ivanov vẽ.

Các Kitô hữu tin rằng Giêsu sống lại vào ngày thứ ba sau khi chết trên thập tự giá. Sự kiện này được đề cập đến theo thuật ngữ Kitô giáo là sự phục sinh của Giêsu, được cử hành hằng năm vào ngày Lễ Phục sinh.
Trong Kinh Thánh, Maria Madalena (đi một mình trong Phúc Âm Gioan nhưng có những người phụ nữ khác đi cùng trong Phúc Âm Nhất Lãm) đến ngôi mộ của Giêsu vào sáng sớm ngày Chủ nhật và bất ngờ thấy ngôi mộ rỗng. Mặc dù đã nghe lời dạy của Chúa Giêsu, các môn đệ vẫn không hiểu rằng Chúa Giêsu sẽ trỗi dậy.
- Trong Phúc Âm Mátthêu, có các lính canh ở ngôi mộ. Một thiên thần từ trời xuống và mở ngôi mộ, khiến lính canh ngất vì hoảng sợ. Giêsu hiện ra với hai bà Maria. Sau đó, Giêsu hiện ra với mười một môn đệ còn lại, truyền lệnh cho họ đi rao giảng và rửa tội cho muôn dân nhân danh Cha, và Con, và Thánh Thần.
- Trong Phúc Âm Máccô, Maria Madalena và Maria, mẹ của Giacobê, và Salome khi đến thăm mộ với thuốc thơm để xức xác ông (theo tục lệ thời ấy) thì chỉ thấy ngôi mộ trống mà trước đó họ đã an táng ông trong đó. Về phần các Tông đồ, thì họ ra đi giảng đạo khắp mọi nơi, Chúa cùng đi với các Tông đồ, và lấy các phép lạ cặp theo lời giảng mà làm cho vững đạo. Và Giêsu luôn ở cùng các ông cho đến ngày tận thế.
- Phúc Âm Gioan thuật rằng khi Maria Madalena đến bên ngôi mộ trống thì thấy hai thiên sứ mặc áo trắng. Hai thiên sứ hỏi: "Hỡi người đàn bà kia, sao ngươi khóc? Người thưa rằng: Vì người ta đã dời Chúa tôi đi, không biết để Ngài ở đâu". Vừa nói xong người đàn bà quay lại, thấy Đức Chúa Giêsu tại đó; nhưng chẳng biết ấy là Đức Chúa Giêsu. Các sách Phúc Âm và Công vụ đều ghi nhận rằng Giêsu đã gặp lại các môn đệ tại các nơi chốn khác nhau trong suốt bốn mươi ngày trước khi về trời.

Hầu hết Kitô hữu chấp nhận câu chuyện phục sinh, như được ký thuật trong Tân Ước, là sự kiện lịch sử và xem đây là tâm điểm cho Đức tin Kitô giáo của họ mặc dù theo quan điểm của một số tín hữu thuộc trào lưu tự do (liberalism), đây chỉ là câu chuyện có tính ẩn dụ. Tuy nhiên lịch sử chứng minh đây là niềm tin bất di dịch của Kitô giáo. Tất cả Kitô hữu tin rằng Giêsu đã làm nhiều dấu kỳ phép lạ và các tông đồ được ban cho quyền lực siêu nhiên bởi ơn Chúa Thánh Thần để chữa lành bệnh tật cho nhiều người và nói được nhiều thứ tiếng khác nhau sau khi Giêsu về trời.

## Góc độ sử học
Trước thời kỳ Khai sáng ở phương Tây, các Phúc Âm được coi như là những tường thuật lịch sử mang tính người thật việc thật. Song giới học giả hiện đại hầu như đều đặt nghi vấn về độ tin cậy của những kinh sách này; họ chủ trương kẻ ra ranh giới giữa Giêsu được tả trong các Phúc Âm và Giêsu thực sự trong lịch sử. Kể từ thế kỷ thứ 18 trở đi, ba cuộc điều tra hàn lâm riêng lẻ về Giêsu lịch sử đã được tiến hành, mỗi đợt một đặc thù và dựa trên các tiêu chí nghiên cứu khác nhau, gắn liền với thời đại riêng. Tuy phần đông học giả đồng thuận rằng Giêsu đã từng tồn tại, và cũng đều chấp nhận một số chi tiết cơ bản trong tiểu sử của ông, song chân dung Giêsu được phục dựng theo từng tác giả vẫn khác nhau ít nhiều, và cũng khác hoàn toàn so với ký thuật trong Phúc Âm.

### Judea và Galilee thế kỷ thứ nhất

Xứ Palestine thời Giêsu sống

### Niên biểu
Hầu hết các học giả đồng ý rằng Giêsu là một người Do Thái vùng Galilea, sinh vào khoảng đầu thế kỷ thứ nhất và qua đời trong khoảng từ năm 30 đến 36 SCN tại xứ Judea, ông chỉ sống và hoạt động tại Galilea và Judea chứ không ở nơi khác. Các sách Phúc Âm chỉ tập trung vào quãng đời ba năm cuối khi Giêsu sống dưới trần gian, đặc biệt là tuần lễ cuối cùng trước khi bị đóng đinh vào thập giá, nhưng chúng cũng cung cấp một số manh mối liên quan đến năm sinh của Chúa Giêsu. Đoạn Mátthêu 2:1 liên kết sự giáng sinh của Chúa Giêsu với sự cai trị của Herod Đại đế - người đã chết vào khoảng năm thứ 4 trước Công nguyên, và đoạn Luca 1:5 viết rằng Herod đã trị vì trước khi Chúa Giêsu giáng sinh, ngoài ra Phúc Âm này còn đề cập đến cuộc điều tra dân số của chính quyền La Mã diễn ra mười năm sau đó. Luke 3:1-2 và 3:23 viết rằng Chúa Giêsu bắt đầu sứ vụ khi ông khoảng ba mươi tuổi, và đó là năm thứ 15 của triều đại Tiberius (khoảng năm 28 hoặc 29 Công Nguyên). Qua những chi tiết này và bằng các phương pháp phân tích khác nhau, hầu hết các học giả đi đến đồng thuận rằng Chúa Giêsu sinh trong khoảng từ năm thứ 6 đến 4 trước Công nguyên,
Về thời điểm qua đời, tức là sự kiện ông bị đóng đinh trên cây thập giá, hầu hết các học giả đồng ý rằng sự kiện này xảy ra trong khoảng từ năm 30 đến 33 Công nguyên. Các sách Phúc Âm nói rằng sự kiện này xảy ra trong thành xứ Judea mà Pilate là tổng trấn thuộc quyền La Mã khoảng năm 26-36. Người ta tin rằng ngày mà Phaolô theo Kitô giáo (ước tính khoảng năm 33-36) có mối liên hệ nào đó đến cho ngày Chúa Giêsu bị đóng đinh qua việc phân tích thư của Thánh Phaolô và Sách Công vụ Tông đồ. Các nhà thiên văn từ thời Isaac Newton đã cố gắng ước lượng chính xác ngày Chúa Giêsu bị đóng đinh bằng cách phân tích chuyển động của Mặt Trăng và tính theo lịch sử của lễ Vượt Qua theo lịch của người Do Thái. Và ngày giả thiết được chấp nhận rộng rãi nhất theo phương pháp này là ngày 7 tháng 4, năm 30 AD; và ngày 3 tháng 4 năm 33 (kể cả lịch Julius).

## Di sản
Theo hầu hết các giải thích Kinh Thánh của Kitô giáo, các chủ đề cơ bản của những lời răn dạy của Giêsu là sự hối cải, tình yêu vô điều kiện, tha thứ tội lỗi và khoan dung và về Thiên đường. Khởi đầu như một giáo phái nhỏ của người Do Thái, nó đã phát triển và trở thành một tôn giáo riêng biệt so với đạo Do Thái vài thập kỷ sau cái chết của Giêsu. Kitô giáo đã lan rộng ra khắp đế chế La Mã dưới dạng được biết đến qua Tín điều Nicea và trở thành quốc giáo dưới thời Theodosius I. Qua hàng thế kỷ, nó lan rộng đến hầu hết châu Âu và trên toàn thế giới. C. S. Lewis và Giáo hoàng Gioan Phaolô II đã bảo vệ niềm tin vào Giêsu trước những sự chỉ trích mang tính lịch sử.

## Nhận định

### Kitô giáo
Hầu hết Kitô hữu tin rằng, Giêsu là Thiên Chúa, là Đấng Messiah mà sự xuất hiện đã được tiên báo trong Cựu Ước. Họ tin rằng Giêsu là Thiên Chúa hóa thân thành người, là Ngôi Hai trong Ba Ngôi; rằng Giêsu nhập thể bởi quyền phép Chúa Thánh Thần, xuống thế gian để cứu nhân loại khỏi tội lỗi và sự chết bởi máu của Giêsu đã đổ ra khi bị đóng đinh trên thập tự giá như là sinh tế chuộc tội cho loài người. Họ cũng tin rằng Giêsu đã sống lại từ cõi chết và sau đó trở lại Thiên Đàng.

### Hồi giáo
Khác với đức tin của người Kitô giáo, tín đồ Hồi giáo tin rằng, Giêsu là một trong những nhà tiên tri (ngôn sứ) đáng được tôn trọng, được Thiên Chúa sai đến và là Đấng Messiah; nhưng họ không tin Giêsu là "Con Thiên Chúa". Họ cũng không tin về sự chết và sự phục sinh của Giêsu, xem đó chỉ là sự hóa phép của Thiên Chúa dành cho tiên tri Giêsu để đánh lừa người đương thời. Sau đó, Giêsu về trời cả hồn lẫn xác.

### Do Thái giáo
Do Thái giáo thì cực lực phản đối cả hai niềm tin của hai tôn giáo trên. Họ không xem Giêsu là Thiên Chúa xuống thế làm người cũng không nhận đó là nhà tiên tri, thậm chí coi đó là nhà tiên tri giả hay kẻ xúc phạm đến Thiên Chúa của họ. Họ cho rằng, kể từ sau sự sụp đổ lần thứ hai của Đền thờ Jerusalem, không có một tiên tri nào xuất hiện thêm nữa. Cho đến tận bây giờ, họ vẫn đang hy vọng có một Đấng Messiah từ trời xuống.

### Phật giáo
Phật giáo hầu như không đưa ra nhận định về vai trò của Giêsu trong tôn giáo họ. Đối với họ, dựa theo lịch sử, Giêsu chỉ là một con người. Tuy nhiên, một số tín đồ thuộc một số phái cho rằng, với những đức tính hiển nhiên của Giêsu, chắc chắn sau đó Giêsu cũng được sinh vào cõi trời dựa theo luật nhân quả. Do đó, những người tu theo Phật giáo cấp tiến, nhất là Tịnh độ tông, có thể tôn kính Giêsu như một vị A-la-hán hay Bồ tát.
Một số Phật tử, trong đó có Tenzin Gyatso, Đạt-lại Lạt-ma thứ 14 xem Giêsu như một vị đại Bồ tát, người cống hiến đời mình cho hạnh phúc của nhân loại. Nga Sơn Thiều Thạc ở thế kỷ XIV của Tào Động tông ngụ ý rằng những lời dạy của Giêsu trong Sách Phúc Âm do một người đã được giải thoát (arahant) viết.

### Khác
Một người Nhật theo chủ nghĩa vô chính phủ, Kōtoku Shūsui có viết tác phẩm Kirisuto Massatsuron (基督抹殺論, Cơ Đốc Mạt Sát Luận). Trong tác phẩm này, Shūsui cho rằng Giêsu chỉ là một nhân vật thần thoại và không có thực..
Vì có vai trò đặc biệt trong một số tôn giáo này, Giêsu được nhìn nhận là một trong những nhân vật quan trọng nhất và có ảnh hưởng sâu rộng nhất trong lịch sử nhân loại.